# Julia Long
Julia Long es una escritora y activista feminista británica. Es licenciada en Literatura Inglesa y Estudios de la Mujer. Tiene un doctorado de la London South Bank University. Es una académica y su experiencia profesional se centra en la enseñanza y las políticas de igualdad.

## Biografía
Su padre fue John Long. Long es autora de artículos en distintos medios y sitios web, como la revista Mujeres en Lucha, Uncommon Ground, Huffpost y The Guardian.
Long es activista de la Red Feminista de Londres y de OBJECT, defiende los espacios seguros para mujeres, sostiene que los varones no se convierten en mujeres por maquillarse y usar vestidos, y que las voces de las mujeres y organizaciones feministas no son escuchadas por los gobiernos ante el avance la agenda queer.
Long se declara perteneciente a la comunidad LGB, como lesbiana.
Durante su participación en un panel después de la proyección en el Festival de Cine Feminista de Londres de la película Lesbiana, una revolución paralela, sobre el feminismo y el separatismo lésbico, supuestamente pidió a todos los hombres del público que se fueran y su intervención fue recibida con un fuerte aplauso por parte del público. Como activista feminista lesbiana radical, Julia Long, es una académica interesada en encontrar el auténtico yo, debatiendo sobre las cuestiones transgénero, la cirugía plástica y la obsesión por la apariencia.
En 2012 publicó su libro "Anti-Porn: The Resurgence of Anti-Pornography Feminism". Esta obra comienza con una historia de las posturas políticas modernas a favor y en contra de la pornografía y luego examina las formas en que se articulan y despliegan los nuevos argumentos y campañas en torno a la pornografía. Se trata de una historia del activismo antiporno. Este libro se basa en datos de investigación cualitativa recogidos en estudios etnográficos feministas de grupos londinenses y entrevistas realizadas a activistas feministas de Gran Bretaña. Además, explora el activismo feminista contra la pornografía en el Reino Unido en la primera década del siglo XXI, en el contexto de lo que se ha denominado la generalización de la pornografía. Long investiga cómo y por qué el activismo feminista contra la pornografía está resurgiendo y examina las formas en que se organizan los grupos y las campañas feministas en torno a la pornografía en Gran Bretaña. En su historia sobre el movimiento anti porno en Gran Bretaña y Estados Unidos, Long sostiene que la pornografía colabora en crear un contexto permisivo para la violencia. Sostiene que la pornografía no nos distrae de los problemas de violencia real contra las mujeres, pero está indisolublemente unida a la dificultad por acabar con la realidad de la violencia masculina en las vidas de las mujeres, no solamente en las vidas de aquellas abusadas en las películas y videos pornográficos. Para ella, la pornografía invade y viola la identidad central de las mujeres.

## Activismo
Julia Long es una feminista radical que hace campaña por los espacios solo para mujeres. En 2020, los tres candidatos al liderazgo del Partido Laborista, Keir Starmer, Rebecca Long-Bailey y la parlamentaria Lisa Nandy, durante las elecciones para elegir el sucesor de Jeremy Corbyn, expresaron su convicción de que cualquiera que se autoidentifique como mujer debía ser ser tratada como una mujer en todos los aspectos. Julia Long era una de las que se oponían.
Rebecca Long-Bailey y Lisa Nandy firmaron un compromiso elaborado por activistas trans que exigían una batalla contra lo que ellos llaman "grupos de odio transfóbicos", entre quienes incluían a las feministas que pretenden espacios seguros exclusivos para mujeres, a quienes los activistas trans llaman despectivamente TERF. La candidata del Partido Laborista Lisa Nandy declaró que incluso los violadores deberían ir a cárceles femeninas encarcelados con mujeres si se sienten mujeres transgénero, ya que deben ser recluidos en cárceles que coincidan con su género elegido y no con el sexo que les fue asignado al nacer, en respuesta a un planteo de Julia Long, quien utilizó el ejemplo de Christopher Worton, un presidiario británico, de Barbourne Road, Worcester, condenado en 2014 por múltiples violaciones de una niña de 13 años, que luego se autoidentificó con el sexo femenino y adoptó el nombre de Zoe Lynes. La candidata laborista dijo en un acto electoral que los reclusos que se identifican como mujeres, y nombró específicamente a Zoe Lyne en respuesta a Julia Long, deberían registrar sus delitos como cometidos por su género preferido, con lo cual Lynes no formaría parte, para las estadísticas, de la lista de varones delincuentes sexuales sino de mujeres delincuentes. Ese mismo año, se supo que el gobierno británico pensaba proteger los espacios exclusivos para mujeres, debido a que la mayoría de los ciudadanos se oponían a la permanencia de mujeres trans en espacios de mujeres, incluidos los refugios para mujeres víctimas de violencia y los baños públicos.
Julia Long es acusada por las activistas trans de ser transfóbica por el hecho de oponerse a la entrada de mujeres trans en las cárceles femeninas y en espacios de mujeres como los baños.